# Finnische Fußballmeisterschaft 1918
Die finnische Fußballmeisterschaft 1918 war die zehnte Saison der höchsten finnischen Spielklasse im Herrenfußball.
Titelverteidiger HJK Helsinki gewann die Meisterschaft.

## Endrunde

### Halbfinale
|                 | Ergebnis |                 |
| --------------- | -------- | --------------- |
| Viipurin Reipas | 3:2      | Åbo IFK         |
| HJK Helsinki    | 4:1      | Helsingfors IFK |

### Finale
|              | Ergebnis |                 |
| ------------ | -------- | --------------- |
| HJK Helsinki | 3:0      | Viipurin Reipas |